# Chlorotettix vacuna
Chlorotettix vacuna är en insektsart som beskrevs av Samuel Ebb Crumb 1915. Chlorotettix vacuna ingår i släktet Chlorotettix och familjen dvärgstritar. Inga underarter finns listade i Catalogue of Life.